# رون ماكلين
رون ماكلين (بالإنجليزية: Ronald James McLean)‏ هو فلاح وعالم بيئة وطيار نيوزيلندي، ولد في 22 يناير 1914، وتوفي في 26 مايو 1980.